# Adrian Smith (politico)
Adrian M. Smith (Scottsbluff, 19 dicembre 1970) è un politico statunitense, membro della Camera dei Rappresentanti per lo stato del Nebraska dal 2007.

## Biografia
Nato a Scottsbluff, dopo gli studi Smith lavorò come agente immobiliare e successivamente entrò in politica con il Partito Repubblicano.
Nel 1998 venne eletto all'interno della legislatura statale del Nebraska, dove servì fino al 2007, quando venne eletto deputato alla Camera dei Rappresentanti. Negli anni successivi venne sempre riconfermato dagli elettori.
Adrian Smith non è sposato e si configura come un repubblicano conservatore.